# 王建中 (萬曆戊戌進士)
王建中（1557年—17世紀），號位宇，浙江绍兴府山阴县人，軍籍，明朝政治人物。

## 生平
王建中是嘉靖三十二年進士王大學之子，萬曆十三年（1585年）乙酉科应天乡试舉人，二十六年（1598年）戊戌科進士，礼部觀政，授山阳县知县，卒于官。著有《尚書新說》一書。

## 家族
曾祖王孟鑑。祖王仲彰。父王大学，進士。